# مارشال واين
مارشال واين (بالإنجليزية: Marshall Wayne)‏ هو غطاس أمريكي، ولد في 25 مايو 1912 في سانت لويس في الولايات المتحدة، وتوفي في 16 يونيو 1999 في كارولاينا الشمالية في الولايات المتحدة.

## وصلات خارجية
- مارشال واين على موقع قاعة مشاهير السباحة العالمية (الإنجليزية)
- مارشال واين على موقع أوليمبيديا (الإنجليزية)